# Лом-над-Волчо
Лом-над-Волчо (словен. Lom nad Volčo) — поселення в общині Гореня вас-Поляне, Горенський регіон, Словенія. Висота над рівнем моря: 592,7 м.